# Odontolabis gazella zebui
Odontolabis gazella zebui es una subespecie de coleóptero de la familia Lucanidae.

## Distribución geográfica
Habita en Malasia.